# Burgstall Grünwald
Der Burgstall Grünwald liegt 2050 m südwestlich von Langenbruck, heute einem Gemeindeteil der Oberpfälzer Stadt Vilseck im Landkreis Amberg-Sulzbach von Bayern. Der Burgstall befindet sich in der Wüstung Grünwald am Nordufer des Hammerweihers. Er wird vom Bayerischen Landesamt für Denkmalpflege unter der Denkmalnummer D-3-6336-0007 als „mittelalterlicher Burgstall“ geführt.

## Beschreibung
Am Rand einer in den Hammerweiher vorspringen Erdwelle findet sich ein 3 m hoher pyramidenstumpfförmiger Erdaufwurf. Dieser umfasst an der Basis 31 × 32 m und ist stark angegraben. An der Nordwest- und der Nordostseite deuten seichte Mulden den Rest eines Grabens an.

## Geschichte
Grünwald wird erstmals 1432 genannt, als Ulrich von Freudenberg mit dem Bamberger Bischof Anton von Rotenhan einen Vergleich wegen der Schäden durch die Hussiten zu gruenwalde schloss. Grünwald erscheint 1818 als eine der neu gebildeten 49 Ruralgemeinden, wobei Grünwald aus den bestehenden Orten (Altenweiher, Altneuhaus, Bernhof, Heringnohe, Kellerbühl, Kittenberg, Klausen, Sorghof, Schmierhütte, Schneidsäge) neu zusammengestellt wurde. Grünwald wurde 1938 im Zuge der Erweiterung des Truppenübungsplatzes Grafenwöhr abgelöst, war aber noch bis Mitte 1955 bewohnt; damals gehörte es zur politischen Gemeinde Langenbruck. Durch die heutige Nutzung im Truppenübungsplatz Grafenwöhr ist die Anlage stark beeinträchtigt und von Grünwald besteht fast keine Spur mehr. Heute steht eine Baracke mit Tribüne darauf als Unterstand für Schießübungen („Blue Ridge Way“).